# TE T1 und 2
Die TE T1 und 2 sind zweiachsige normalspurige Elektrotriebwagen der Trossinger Eisenbahn (TE) für deren Strecke von Trossingen Bahnhof nach Trossingen Stadt.
Beide Triebwagen waren mit der 1902 beschafften Elektrolokomotive EL4 40 Jahre lang die einzigen Triebfahrzeuge der Trossinger Eisenbahn, die in den Anfangsjahren Trossinger Verbindungsbahn hieß. Der TE T2 wurde 1961 verschrottet, der TE T1 als Arbeitswagen weiter genutzt. 1990 wurde das Fahrzeug historisch aufgearbeitet. Es befindet sich als Museumsfahrzeug beim Freundeskreis der Trossinger Eisenbahn e. V. und wird für Sonderfahrten benutzt.

## Geschichte
Drei Jahre nachdem die Lokalbahn Aktien-Gesellschaft mit den Triebwagen 360 und 361 auf der Lokalbahn Meckenbeuren–Tettnang den elektrischen Betrieb aufnahm, setzte die Trossinger Eisenbahn ebenfalls auf diese Traktionsform. Da auf der kurzen Stichstrecke stellenweise 42 ‰ Steigung zu überwinden sind, kam damals lediglich ein elektrischer Betrieb in Betracht. Mit den Triebwagen TE T1 und 2 wurden drei Beiwagen beschafft.
Schon bald wurden an den Fahrzeugen technische Verbesserungen vorgenommen. 1938 kam mit dem TE T3 ein etwa viermal so starker Triebwagen auf die Strecke, der ab diesem Zeitpunkt den schweren Güterverkehr abwickelte. Die T1 und 2 wurden nur noch für den Personenverkehr verwendet. Als 1956 mit dem TE T5 ein weiterer Triebwagen beschafft wurde, wurden sie abgestellt. Der TE T2 wurde 1961 verschrottet, während der TE T1 als Arbeitswagen erhalten blieb. Hierzu verfügte er über einen großen Schneeschieber, eine Montageplattform für Fahrleitungsarbeiten an Stelle des zweiten Stromabnehmers sowie über einen großen Tank für die Unkrautbekämpfung.
Zum 125-jährigem Bestehen des Gewerbevereins der Stadt Trossingen 1990 wurde entschieden, die beiden Fahrzeuge der Gründerzeit wieder in den Ursprungszustand zu versetzen. Der Wagen TE T1 trägt den Beinamen Zeug Christe und zählt zu den ältesten betriebsfähigen elektrischen Fahrzeugen der Welt.

## Konstruktion
Beide Wagen waren bei Ablieferung zweiklassig mit je einem Abteil 2. Klasse für zehn Personen und einem Abteil 3. Klasse für 20 Personen. Ferner waren 14 Stehplätze vorhanden. Etwas außermittig zwischen den beiden Abteilen der Reisenden lag ein Gepäck- und Postabteil mit einer großen Schiebetür. Auf Grund der kurzen Fahrstrecke wurde auf eine Toilette verzichtet.
Das Untergestell war eine genietete Stahlkonstruktion. Der Wagenkasten war aus Holzprofilen hergestellt und von außen mit Blech verkleidet. Ursprünglich waren die Einstiegsräume offen und der Triebwagenführer versah seinen Dienst hinter einem Windschutz. Zu einem nicht bekannten Zeitpunkt wurden die beiden offenen Einstiegsplattformen, auf denen sich der Führerstand befand, mit einem trapezförmigen Vorbau und zwei Türen verschlossen. Ausgeliefert wurden sie in tannengrüner Lackierung, später erhielten sie einen zweifarbigen Anstrich in blau/beige.
Der mechanische Teil von der MAN gefertigt. Die elektrische Ausrüstung, die aus der Fahrzeugsteuerung und den beiden vierpoligen in Tatzlager-Bauart ausgeführten Fahrmotoren bestand, stammte von der AEG. Dabei ermöglichte die Motorisierung der Triebwagen von 2 × 50 kW talwärts Anhängelasten von 80 Tonnen, bergwärts von 30 Tonnen. Anfangs besaßen die Triebwagen auf dem Dach einen Stangenstromabnehmer mit Rolle. 1927 wurden diese durch zwei Lyra-Stromabnehmer ersetzt, bevor 1951 schließlich zwei Scherenstromabnehmer montiert wurden. Zur musealen Aufarbeitung wurde der T1 wieder mit zwei Lyra-Stromabnehmern komplettiert.